# Аббатство Даунтон (фильм)
«Абба́тство Да́унтон» (англ. Downton Abbey) — британский драматический фильм режиссёра Майкла Энглера по сценарию Джулиана Феллоуза. Фильм является продолжением одноимённого сериала, созданного Феллоузом. Действие фильма происходит в 1927 году. В центре сюжета — визит короля Великобритании Георга V и его супруги Марии в загородный особняк семьи Кроули в Йоркшире.
Фильм вышел в прокат Великобритании 13 сентября 2019 года, в прокат США — 20 сентября 2019 года. Премьера в России состоялась 21 ноября 2019 года.
«Аббатство Даунтон» получило в целом положительные отзывы критиков и собрало 194 млн долларов США в мировом прокате. В 2022 году на экраны вышел его сиквел — фильм «Аббатство Даунтон: Новая эра».

## Сюжет
В 1927 году, примерно через полтора года после окончания событий сериала, Букингемский дворец сообщает Роберту и Коре Кроули, графу и графине Грэнтэм, что король Георг V и королева Мария посетят аббатство Даунтон во время королевского тура по Йоркширу. Вайолет Кроули, вдовствующая графиня Грэнтэм, обеспокоена тем, что в Даунтон явится также Мод Бэгшоу, фрейлина королевы Марии. Роберт — двоюродный племянник Мод и её самый близкий родственник, однако две семьи уже давно находятся в разладе по поводу того, что Мод, у которой нет детей, может оставить лорда Грэнтэма без законного наследства.
В Даунтон прибывает королевская обслуга, в том числе мистер Уилсон, дворецкий Их Величеств; миссис Уэбб, королевская экономка; мисс Лоутон, камеристка королевы; месье Курбе, королевский шеф-повар; Ричард Эллис, камердинер короля. Все, кроме Эллиса, относятся к слугам в Даунтон с пренебрежением и высокомерием. Старшая дочь Кроули, леди Мэри Тэлбот, управляющая поместьем, беспокоится о том, как удержать Даунтон на плаву в быстро меняющемся мире. Видя, что Барроу не справляется с подготовкой к приёму королевской семьи, Мэри просит Карсона временно вернуться к исполнению обязанностей дворецкого Даунтона. Барроу протестует против такого решения, но ему ничего не остаётся, как временно сложить с себя полномочия.
В деревне Даунтона майор Четвуд встречается с ирландским зятем Грэнтэма Томом Брэнсоном и расспрашивает его поводу предстоящего королевского визита и парада. Том предполагает, что Четвуд — секретный агент, собирающийся убедиться, что ирландец не представляет опасность для монархов.
Королевская прислуга заполоняет Даунтон, и конфронтация с местными слугами обостряется. Тем временем у Тома и Люси Смит, горничной леди Мод, возникает взаимная симпатия. Берти и Эдит Пелэм, маркиз и маркиза Хексем, также прибывают в Даунтон. Король просит Берти сопровождать принца Уэльского в трёхмесячном турне по Африке. Новость огорчает Эдит, младшую дочь Кроули, которая говорит Берти, что она беременна и ребёнок родится во время путешествия Берти. В городке начинается парад гусарского полка Йоркшира. Четвуд наводит пистолет на принимающего парад короля, но следовавший за ним Том сбивает Четвуда с ног, а Мэри забирает у него оружие. Тайные агенты задерживают Четвуда, приверженца независимости Ирландии, который ошибочно считал Тома своим союзником.
После смотра войск Том видит рыдающую женщину в саду Даунтона, не подозревая, что она — принцесса Мария. Он заводит разговор, который даёт принцессе пищу для размышлений по поводу её мужа. Тем временем Анна обнаруживает, что мисс Лоутон крадёт различные предметы из господских комнат. Она требует их возвращения, а затем шантажирует Лоутон, чтобы та согласилась перешить бальное платье леди Эдит, которое оказалось ей не по размеру.
Анна и Джон Бейтсы собирают в винном погребе местную прислугу, чтобы объединить усилия и защитить честь Даунтона. Барроу с помощью Эллиса устраивают телефонный розыгрыш для Уилсона, который вынужден отправить в Лондон всех придворных лакеев. Анна подсыпает двойную дозу снотворного в чай Курбе, а Энди запирает мистер Уилсона в своей комнате, что позволяет поварихе, миссис Пэтмор, и её помощнице Дейзи приготовить ужин, а мистеру Карсону и лакеям Даунтона — обслуживать за столом. Когда король хвалит новое меню, Мозли заявляет, что ужин готовила миссис Пэтмор, а прислуживает им персонал аббатства Даунтон. Роберт приносит свои извинения за неуместное поведение Мозли, но королева замечает, что привыкла к людям, которые странно ведут себя в присутствии монархов.
В тот же вечер Барроу и Эллис отправляются в Йорк. Пока Эллис навещает своих родителей, Барроу ждёт его в местном пабе. Незнакомец приглашает Барроу в закрытый гей-клуб. Вскоре после прихода Барроу полиция совершает облаву на клуб, и всех присутствующих забирают в участок. Эллис видит, что произошло, и использует свой высокий статус при дворе, чтобы добиться освобождения Барроу. Мужчины решают продолжить знакомство и надеются на новые встречи.
В Даунтоне обостряется конфликт за наследство Мод, которая хочет оставить состояние своей горничной. Леди Изабель Мёртон догадывается, что Люси — тайная внебрачная дочь Мод, и именно поэтому она наследница Мод. Она говорит Мод, что надо рассказать правду Вайолет, которая тогда смирится с ситуаций и прекратит нападки. На следующее утро Дейзи, которая сомневалась, подходит ли ей лакей Энди, понимает, что любит его, и начинает готовиться к свадьбе. Генри Тэлбот, муж Мэри, вовремя возвращается из-за границы, чтобы сопровождать Мэри на бал в поместье Харвуд.
Во время бала в Харвуде принцесса Мария сообщает своим родителям, что Том убедил её сохранить свой брак, так как интересы короны для неё превыше всего. Король лично благодарит Тома. Кроме того, королева убеждает короля освободить Берти от участия в предстоящем турне принца Уэльского. Мод рассказывает Вайолет про Люси. Вайолет принимает объяснения, и немедленно планирует объединить два дома через Люси и Тома, которые договорились писать письма друг другу. Мэри в частном порядке спрашивает бабушку о её недавней поездке в Лондон. Вайолет признаётся, что результаты медицинского обследования неутешительны, и она, возможно, скоро умрёт, но рада, что оставляет поместье в надёжных руках Мэри. Том находит Люси на террасе и танцует с ней.
Мистер Карсон и миссис Хьюз размышляют о будущем Даунтона в современную эпоху. Карсон утверждает, что Даунтон будет стоять и через сто лет, а Кроули будут жить здесь.

## В ролях
- Хью Бонневилль — Роберт Кроули, 7-й граф Грэнтэм.
- Лаура Кармайкл — леди Эдит Пелэм (урожд. Кроули), маркиза Хексхем.
- Джим Картер — Чарльз Карсон.
- Ракель Кэссиди — Филлис Бакстер.
- Брендан Койл — Джон Бэйтс.
- Мишель Докери — леди Мэри Тэлбот (урожд. Кроули).
- Кевин Дойл — Джозеф Мозли.
- Майкл С. Фокс — Эндрю «Энди» Паркер.
- Джоан Фроггатт — Анна Бэйтс.
- Мэттью Гуд — Генри Тэлбот.
- Гарри Хэддон-Пэтон — Берти Пелэм, 7-й маркиз Хексем.
- Роб Джеймс-Колльер — Томас Барроу.
- Аллен Лич — Том Брэнсон.
- Филлис Логан — Элси Хьюз.
- Элизабет Макговерн — Кора Кроули, графиня Грэнтэм.
- Софи Макшера — Дэйзи Мейсон.
- Лесли Никол — Берил Пэтмор.
- Мэгги Смит — Вайолет Кроули, вдовствующая графиня Грэнтэм.
- Имельда Стонтон — леди Мод Бэгшоу.
- Пенелопа Уилтон — Изабель Грей, баронесса Мёртон.
- Эдди, Марк — мистер Бейквел.
- Макс Браун — Ричард Эллис.
- Стивен Кэмпбелл Мур — майор Четвуд.
- Риченда Кари — миссис Уэбб.
- Дэвид Хэйг — мистер Уилсон.
- Эндрю Хэвилл — лорд Генри Ласселс, 6-й граф Харвуд
- Джеральдин Джеймс — королева Мария.
- Саймон Джонс — король Георг V.
- Сьюзан Линч — миссис Лоутон
- Таппенс Мидлтон — Люси Смит.
- Кейт Филлипс — принцесса Мария, графиня Харвуд.
- Джеймс Картрайт — Тони Селлик.
- Дуглас Рит — Ричард Грей, барон Мёртон.
- Филипп Сполл — месье Курбе.
- Оливер и Зак Баркеры — мастер Джордж.
- Фифи Харт — мисс Сибби.
- Ева и Карина Саммс — мисс Мериголд.

## Производство

### Разработка
Показ телесериала «Аббатство Даунтон», состоявшего из шести сезонов и 52 серий, завершился в Великобритании в декабре 2015 года (в США — в марте 2016 года). Действие финальной серии происходило в канун Нового 1926 года.
В апреле 2016 года стало известно о том, что рассматривается возможность съёмок продолжения сериала в виде полнометражного фильма, и Джулиан Феллоуз уже занят разработкой сюжета. В начале 2017 года всем участникам актёрского состава был разослан сценарий фильма.
13 июля 2018 года на странице телесериала в Twitter появилась официальная информация о том, что про аббатство Даунтон будет снят полнометражный фильм, и производство начнётся летом 2018 года. Сценаристом выступил Джулиан Феллоуз, а режиссёром был назначен Брайан Персивал. Дистрибьюторами фильма стали Focus Features и Universal Pictures International. В конце августа 2018 года стало известно, что Персивал покинул пост режиссёра и его место занял Майкл Энглер.
Сюжет «Аббатства Даунтон» основан на поездке британской королевской семьи в йоркширское поместье Вентворт Вудхаус, которая состоялась в 1912 году. Благодаря своей связи с реальным историческим визитом именно это поместье было выбрано в качестве места съёмок фильма.

### Подбор актёров
Летом 2018 года участники основного актёрского состава телесериала, в том числе Хью Бонневилль, Элизабет Макговерн, Мишель Докери, Лора Кармайкл, Джоан Фроггатт и Мэгги Смит подтвердили, что исполнят роли своих персонажей в фильме.
Лили Джеймс заявила, что не появится в полнометражной картине, так её персонаж, леди Роуз Макклер, уехала в Нью-Йорк и было бы достаточно надуманно вернуть её без полноценной сюжетной линии. Эдвард Спелирс, игравший лакея Джимми Кента на протяжении трёх сезонов, также сообщил, что не будет участвовать в съёмках.
В августе 2018 года стало известно, что к актёрскому составу присоединятся «новички» — Имельда Стонтон, Джеральдин Джеймс, Саймон Джонс, Дэвид Хейг, Кейт Филлипс и Стивен Кэмпбелл Мур. В мае 2019 года появились сообщения, что Саймон Джон и Джеральдин Джеймс исполнили роли короля и королевы соответственно, а Дэвид Хейг — дворецкого короля. В сентябре 2018 года было объявлено, что Мэттью Гуд, сыгравший мужа леди Мэри Генри Талбота в финальном сезоне серии, также появится в фильме, а Джим Картер, Брендан Койл, Кевин Дойл, Гарри Хэддон-Пэтон, Роб Джеймс-Колльер, Аллен Лич, Филлис Логан, Софи Макшера, Лесли Никол и Пенелопа Уилтон вернутся к своим ролям.

### Съёмки
Съёмки фильма начались в Лондоне в конце августа 2018 года. Основной съёмочной площадкой, как и в телесериале, стал замок Хайклер в графстве Хэмпшир. В йоркширском поместье Вентворт Вудхаус, в котором в 1912 года гостила королевская чета, состоялись съёмки бала. Также в сентябре в Лакоке, Уилтшир, проходили съёмки с участием Хью Бонневилля, Мишель Докери, Аллена Лича и Лоры Кармайкл. Здесь были отсняты сцены празднования, в которых были задействованы солдаты и лошади из Королевского полка артиллерии. Съёмки фильма завершились в ноябре 2018 года.

## Прокат
Мировая премьера фильма состоялась 9 сентября 2019 года в Лондоне на Лестер-сквер. В прокат в Великобритании он вышел 13 сентября 2019 года, в США — 20 сентября 2019 года. Выход в прокат в России планировался на 31 октября 2019 года, но был перенесён на 21 ноября 2019 года.

### Кассовые сборы
Сборы «Аббатства Даунтон» в мировом прокате достигли 194,1 млн $ (в США и Канаде — 96,9 млн $, в других странах — 97,3 млн $).
По предварительным оценкам в первый уикенд в США ожидались сборы около 16−25 млн $ в 3076 кинотеатрах. Однако после собранных в первый день 13 млн $ (в том числе 2,1 млн $ на предпросмотрах в четверг), оценки были увеличены до 31 млн $. По итогам первого уик-энда «Аббатство Даунтон» оправдал прогнозы, заняв первую строчку бокс-офиса и заработав 31 млн $, что стало рекордным открытием в истории компании Focus Features. Во второй уикенд фильм заработал 14,3 млн $ и занял второе место, уступив лидирующую позицию мультфильму «Эверест».

## Продолжение
20 мая 2022 года вышел сиквел — «Аббатство Даунтон: Новая эра».